# Gösta Åqvist
Ernst Gösta Åqvist (i riksdagen kallad Åqvist i Örebro), född 20 oktober 1904 i Stockholm, död 16 juli 1999 i Uppsala, var en svensk skofabrikör, professor och politiker (folkpartist). Son till riksdagsmannen Ernst Åqvist och bror till konstnären Greta Åqvist.
Gösta Åqvist blev juris licentiat vid Uppsala universitet 1929 och var disponent vid familjeföretaget Skofabriken AB Oscaria i Örebro 1929–1943, därefter dess verkställande direktör 1943–1967. Han återgick därefter till forskningsvärlden och blev 1969 juris doktor vid Stockholms universitet och slutligen professor i rättshistoria vid Oslo universitet 1971–1975.
Åqvist var riksdagsledamot för Örebro läns valkrets 1949–1953. I riksdagen var han bland annat suppleant i bevillningsutskottet 1950–1953. Han var särskilt engagerad i näringspolitik. Han är begravd på Uppsala gamla kyrkogård.